# Acantharchus pomotis
Acantharchus pomotis és una espècie de peix pertanyent a la família dels centràrquids i l'única del gènere Acantharchus que es troba a Nord-amèrica: des del riu Hudson (Nova York) fins al riu St. Johns (Florida).
És un peix d'aigua dolça, demersal i de clima subtropical (10 °C-22 °C; 41°N-29°N). Pot arribar a fer 21 cm de llargària màxima (normalment, en fa 14,1). És inofensiu per als humans.